# Maria Surovshchikova-Petipa
Maria Serguéyevna Surovshchikova-Petipa (en ruso Мария Сергеевна Суровщикова-Петипа, San Petersburgo, Rusia, 27 de febrero de 1836-16 de marzo de 1882) fue una bailarina de ballet activa en los teatros de San Petersburgo, casada con el famoso coreógrafo Marius Petipa (1818-1910).

## Vida
Nació en San Petersburgo, como hija ilegítima de un millonario. Estudió en la Academia Vaganova de Ballet de su ciudad natal graduándose en 1854, momento en que entró a formar parte del grupo de ballet del teatro Bolshoi. Se casó con Petipa, quien arregló varios óperas para que ella pudiera bailar como Le Corsaire de Joseph Mazilier.
También actuó en el teatro Alexandrinski en papeles de obras de Aleksandr Pushkin.